# Paper tape

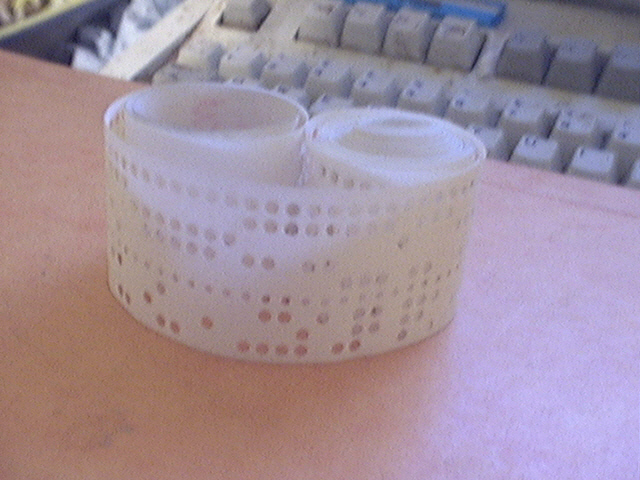
Uma fita de papel perfurada.

Fita perfurada ou paper tape (do inglês: punched tape ou perforated tape) é uma forma obsoleta de armazenamento de dados, que consistia numa longa tira de papel, na qual eram perfurados buracos que assim armazenavam informações. Foi usado largamente em boa parte do século XX para a comunicação em aparelhos de telex, e nas máquinas elétricas industriais CNC.

## Origens

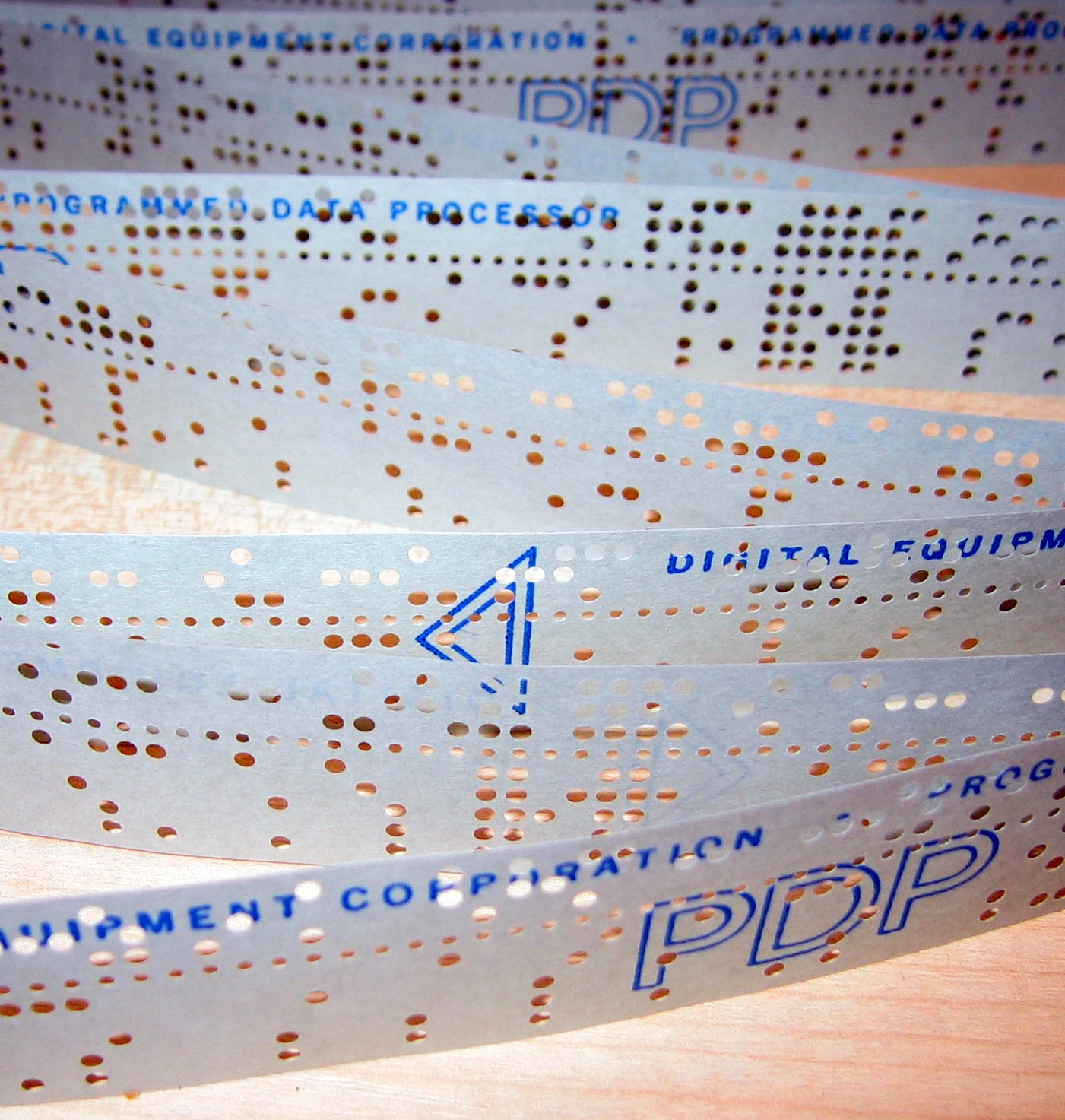
Outra fita de papel perfurada.

As formas mais primitivas da fita perfurada vêm de teares e máquinas de bordar, que eram alimentadas por cartões individuais com instruções simples sobre os movimentos planejados por uma máquina que os preparava previamente, sendo então controladas por estes cartões. Depois essas máquinas passaram a ser alimentadas por uma sequência de cartões conectados.
Isto levou à criação do conceito de não mais transmitir os dados por um fluxo de cartões individuais, mas através de um "cartão contínuo" — ou seja — uma fita. Muitas operações de bordado profissionais ainda fazem remissão aos indivíduos que criaram os desenhos e padrões para as máquinas como "perfuradores" (punchers), embora a partir da década de 1990 seu uso tenha sido abolido.
Em 1846 Alexander Bain usou fitas perfuradas para mandar telegramas.

## Formatos das fitas
Os dados são representados pela presença ou ausência de um orifício em determinado lugar. As fitas originalmente possuíam cinco buracos em cada fila, ao passo que outras mais adiante passaram a possuir 6, 7 e até 8 furos por fila. Uma fila de orifícios em sequencia era feita por uma espécie de roda dentada. Os textos eram codificados de vários modos. O modo mais primitivo da codificação de textos foi chamada de Baudot, do século XIX, e as filas tinham 5 buracos. Depois outros padrões, como o Fieldata e o Flexowriter tinham 6 furos.
No início dos anos 60, a American Standards Association (Associação de Padrões Norte-americana), desenvolveu um código universal para processamento de dados, que ficou conhecido por ASCII. Este código de nível 7 foi adotado por alguns usuários de aparelhos telex, inclusive pela AT&T (Teletipo). Outras marcas, como a própria Telex, continuaram usando o Baudot.
"Wikipedia", escrita no código ASCII para as fitas perfuradas (sem entretanto guardar a exata paridade), parece-se com a seguinte ilustração (criada pelo programa BSD ppt):
```
 /\/\/\/\/|
|     .   |
|     .   |
| o o .ooo|  W
| oo o.  o|  i
| oo o. oo|  k
| oo o.  o|  i
| ooo .   |  p
| oo  .o o|  e
| oo  .o  |  d
| oo o.  o|  i
| oo  .  o|  a
|    o.o o|  Retorno da carga (CR)
|    o. o |  Início da linha (LF)
|     .   |
|     .   |
|/\/\/\/\/
```

## Paper tape na arte
Um profissional de telecomunicação computadorizada faz parte do monumento russo aos "Conquistadores do Espaço", de 1964, segurando algo que parece ser uma fita perfurada (Paper tape), com três filas de buracos retangulares.